# A Large Ion Collider Experiment
ALICE sau A Large Ion Collider Experiment este unul din cele șase detectoare de particule ce au fost construite în experimentul Large Hadron Collider la CERN. Este creat pentru a studia coliziuni de ioni.